# Long Trường
Long Trường là một phường thuộc Thành phố Hồ Chí Minh, Việt Nam.

## Địa lý
Phường Long Trường nằm ở phía đông thành phố Thủ Đức, có vị trí địa lý:
- Phía đông giáp phường Trường Thạnh và phường Long Phước
- Phía tây giáp phường Phú Hữu và phường Tăng Nhơn Phú B
- Phía nam giáp tỉnh Đồng Nai với ranh giới là sông Đồng Nai
- Phía bắc giáp phường Trường Thạnh và phường Tăng Nhơn Phú A.

Phường có diện tích 12,66 km², dân số năm 2021 là 27.932 người, mật độ dân số đạt 2.206 người/km².

## Lịch sử
Địa danh Long Trường có từ thời Pháp thuộc, khi đó là một làng thuộc tổng Long Vĩnh Hạ, quận Thủ Đức, tỉnh Gia Định. Làng Long Trường được hình thành trên cơ sở sáp nhập bốn làng có từ thời Nguyễn là Ích Thạnh, Long Tân, Phước Trường và Trường Lộc.
Sau năm 1956, các làng được gọi là xã. Trong giai đoạn 1957-1962, chính quyền Việt Nam Cộng hòa đặt tổng Long Vĩnh Hạ thuộc quận Dĩ An, tỉnh Biên Hòa, xã Long Trường thuộc quận Dĩ An. Năm 1962, tổng Long Vĩnh Hạ lại được chuyển về quận Thủ Đức nên xã Long Trường thuộc quận Thủ Đức cho đến năm 1975.
Sau năm 1975, Long Trường là một xã thuộc huyện Thủ Đức, Thành phố Hồ Chí Minh.
Ngày 6 tháng 1 năm 1997, Chính phủ ban hành Nghị định số 03-CP. Theo đó:
- Chuyển xã Long Trường về Quận 9 mới thành lập
- Thành lập phường Long Trường trên cơ sở 1.220 ha diện tích tự nhiên và 5.563 người của xã Long Trường
- Thành lập phường Trường Thạnh trên cơ sở 1.034 ha diện tích tự nhiên và 4.785 người còn lại của xã Long Trường.

Ngày 9 tháng 12 năm 2020, Ủy ban thường vụ Quốc hội ban hành Nghị quyết 1111/NQ-UBTVQH14 về việc thành lập thành phố Thủ Đức trên cơ sở sáp nhập toàn bộ diện tích và dân số của Quận 2, Quận 9 và quận Thủ Đức, phường Long Trường thuộc thành phố Thủ Đức như hiện nay.